# Sam l'insubmersible
Sam l'insubmersible (traduction de son nom de baptême anglais : Unsinkable Sam), aussi connu sous le nom d'Oscar ou Oskar, est un chat de navire de la Seconde Guerre mondiale d'abord dans la Kriegsmarine puis dans la Royal Navy, célèbre pour avoir survécu au torpillage des navires de guerre sur lequel il était l'animal de bord : le cuirassé allemand Bismarck, le destroyer britannique HMS Cossack et le porte-avions britannique HMS Ark Royal, tous coulés à moins de six mois d’intervalle en 1941. Il meurt 14 ans plus tard, en 1955 à la Maison des marins de Belfast, en Irlande du Nord. Un doute subsiste sur sa présence sur le Bismarck, le récit de son histoire étant largement apocryphe.

## LeBismarck

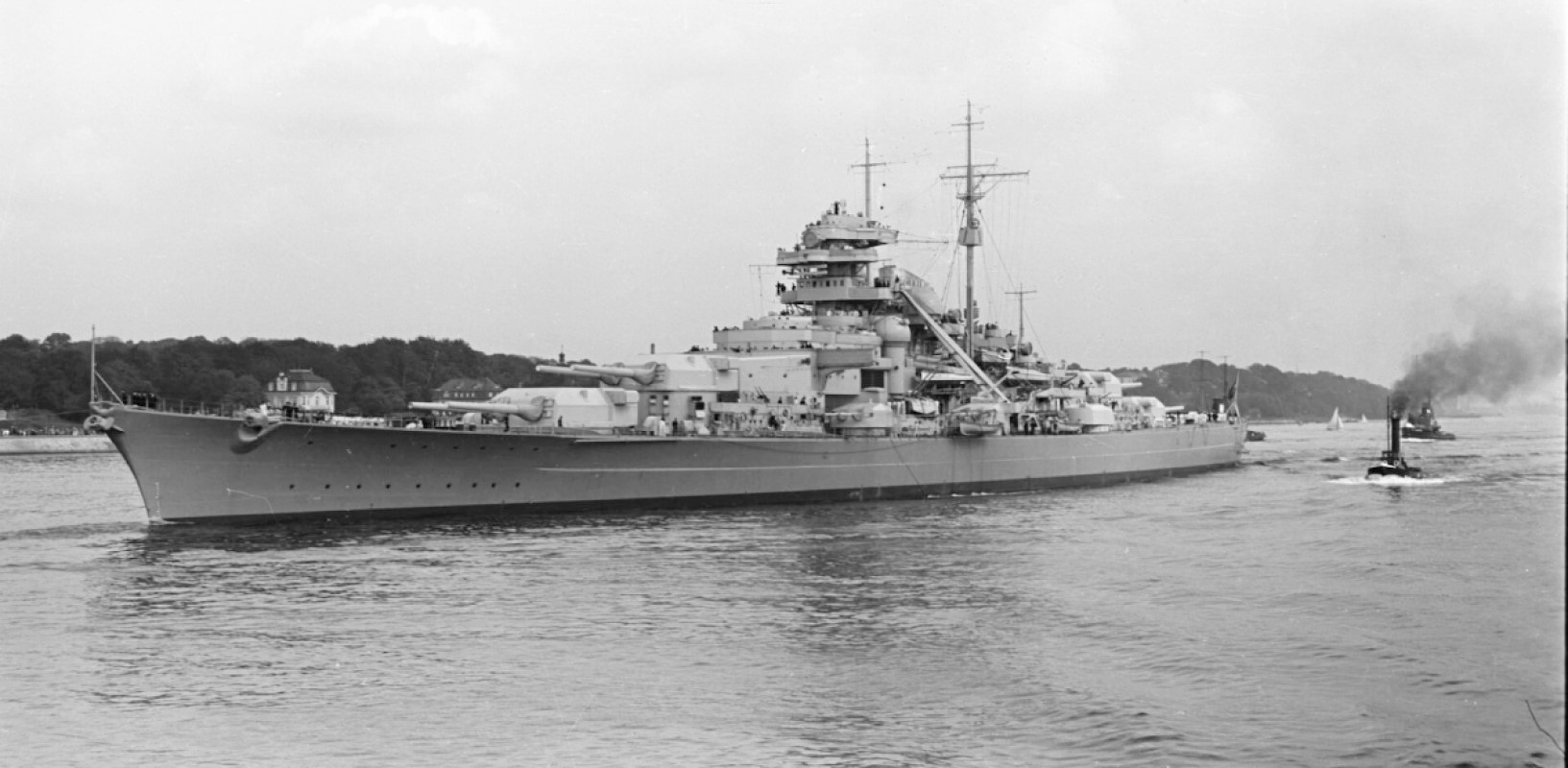
Le cuirassé allemand.

Ce chat noir et blanc appartient à un membre d'équipage inconnu du cuirassé Bismarck, fleuron de la Kriegsmarine. Il est à bord du navire le 18 mai 1941, lors du départ pour l'opération Rheinübung, la seule et unique mission du Bismarck. Ce dernier est coulé en effet le 27 mai 1941 après une bataille navale. Seuls 114 membres d'équipage survivent sur 2 200. Quelques heures plus tard, Oscar est retrouvé flottant sur une planche et recueilli par les marins du HMS Cossack et seul survivant du Bismarck secouru par le navire britannique. Ignorant le nom de l'animal sur le Bismarck, l'équipage du HMS Cossack le nomme « Oscar ».

## Le HMSCossack

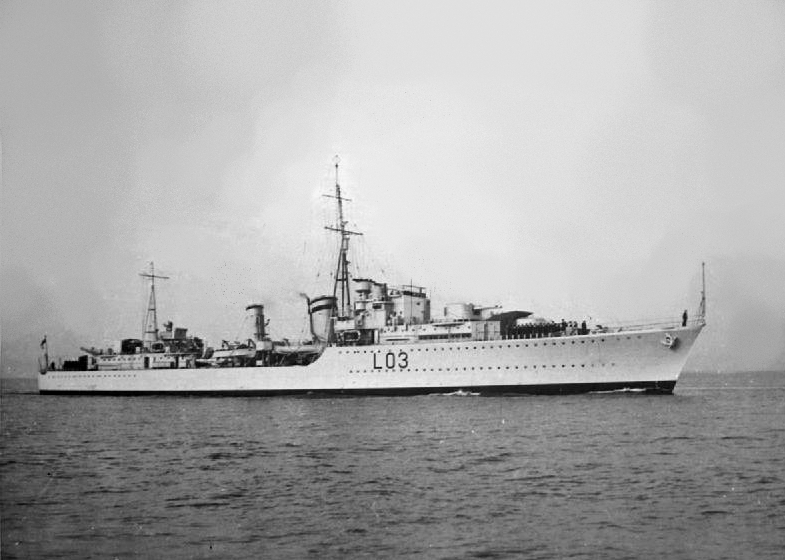
Le destroyer britannique HMS Cossack.

Oscar reste ensuite à bord du destroyer de classe Tribal HMS Cossack pendant les mois suivants, alors que ce bateau effectue des missions d'escorte en Méditerranée et dans l'Atlantique nord. Le 24 octobre 1941, le Cossack est en train d’escorter un convoi entre Gibraltar et le Royaume-Uni lorsqu’il est sévèrement endommagé par une torpille provenant du sous-marin allemand U-563. L'explosion initiale arrache le tiers avant du navire, tuant 159 membres d'équipage, mais Oscar survit. L'équipage restant, Oscar y compris, est transféré sur le destroyer HMS Legion. Une tentative de remorquage du Cossack vers Gibraltar est entamée mais, les conditions météorologiques s'aggravant, elle se solde par un échec. Le 27 octobre, le HMS Cossack coule à l'ouest de Gibraltar. Oscar est déposé à Gibraltar par le Legion.

## Le HMSArk Royal

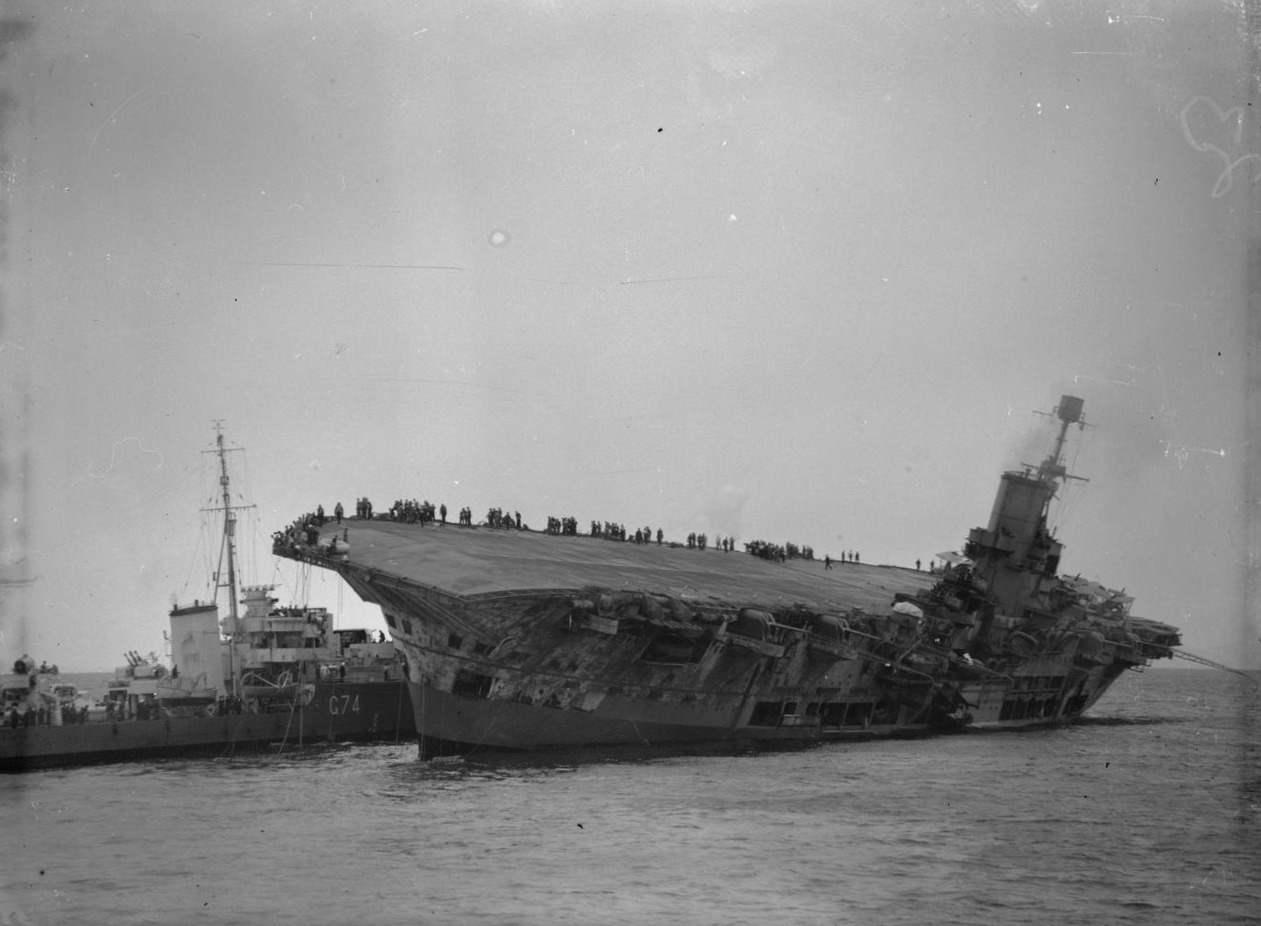
Le porte-avions britannique HMS Ark Royal.

Désormais rebaptisé Unsinkable Sam, le chat reprend du service sur un autre navire britannique : il s'agit cette fois du HMS Ark Royal, le porte-avions qui, fruit du hasard, avait permis la destruction du Bismarck cinq mois plus tôt. Cependant, le 14 novembre 1941 alors qu'il rentre sur Malte, ce navire est également victime d’un sous-marin allemand, l'U-81, qui le torpille. De même, des tentatives sont faites pour remorquer le HMS Ark Royal à Gibraltar, mais les trop importantes voies d'eau rendent la tâche vaine. Le porte-avions donne de la gîte et, à 30 milles de Gibraltar, se met à couler, suffisamment lentement toutefois pour permettre à tout l'équipage — sauf une personne — d'être sauvé. Sam est à nouveau retrouvé accroché à une planche flottante. Les naufragés sont affamés mais plutôt en bon état. Ils sont transférés sur le destroyer de classe L, le HMS Lightning.

## Vie à terre
La perte du HMS Ark Royal marque la fin de la vie en mer de Sam : il est d'abord transféré dans les bureaux du gouverneur de Gibraltar, puis envoyé au Royaume-Uni. Il passe le reste de sa vie dans la Maison des marins de Belfast et meurt quatorze ans plus tard, en 1955.

## Question sur la présence réelle de Sam à bord duBismarcket hommage
Certains se demandent si l'histoire du chat Oscar/Sam à bord du Bismarck n'aurait pas été romancée parce qu'il y a deux photos de chats différents identifiés comme étant Oscar. En outre, le naufrage du Bismarck et le sauvetage d’un nombre limité de survivants se sont déroulés dans des conditions dramatiques : en effet, les navires britanniques reçurent l’ordre de ne pas stationner sur zone car la présence d’un U-Boot y était suspectée et on laissa ainsi de nombreux marins allemands se noyer dans l'Atlantique. Notamment, le récit détaillé du naufrage de Ludovic Kennedy ne fait nullement mention du repêchage de Sam, suggérant ainsi qu'il ait pu s'agir d’une invention due à certains marins, faisant de ses états de service un récit « apocryphe ».
Toutefois, un portrait au pastel, intitulé Oscar, Cat From the German Battleship Bismarck, par l'artiste Georgina Shaw Baker, montrant un chat noir et blanc assis sur une pièce de bois flottante, est en possession du National Maritime Museum à Londres, qui estime qu'il n'y a pas de raison de penser que l’artiste ait pu peindre un tel tableau s'il n'avait été réellement à bord.